# 普兰店站
普兰店站，位于中华人民共和国辽宁省大连市普兰店区，是沈大铁路上的火车站，建于1903年，由中国铁路沈阳局集团管辖。

## 車站周邊
- 普兰店区汽车站
- 和润东方酒店
- 普兰店老年病医院
- 新华国际购物广场
- 大连市普兰店区中心医院